# Zcash
Zcash es una criptomoneda enfocada en la privacidad, derivada del código base de Bitcoin, con la principal innovación de agregar un libro mayor cifrado usando pruebas de conocimiento cero. El protocolo antiguo de Zerocoin se mejoró y se convirtió en el sistema Zerocash, que luego se desarrolló en la criptomoneda Zcash en 2016. Las transacciones pueden ser transparentes, similares a las transacciones de bitcoin, o pueden ser transacciones blindadas que usan un tipo de prueba de conocimiento cero para proporcionar anonimato en las transacciones. Las monedas Zcash están en un conjunto transparente o en un conjunto blindado.
El desarrollo del protocolo criptográfico y la implementación de referencia está dirigido por Zerocoin Electric Coin Company, coloquialmente llamada Zcash Company.  El fundador y CEO de Zcash Company es Zooko Wilcox-O'Hearn. Su equipo fundador incluye el criptógrafo Matthew D. Green de la Universidad Johns Hopkins. Roger Ver fue uno de los primeros inversores de Zcash Company.

## Detalles
Los pagos de Zcash se publican en un blockchain público, pero los usuarios pueden usar una característica de privacidad opcional para ocultar el remitente, el destinatario y el monto que se tramita. Al igual que Bitcoin, Zcash tiene un suministro total fijo de 21 millones de unidades. En los primeros cuatro años, el 20% de las monedas creadas en ese período se asignan a una "recompensa de fundadores" compartida entre inversores, desarrolladores y fundaciones sin fines de lucro.
Los usuarios pueden usar carteras Zcash como Zashi, que proporcionan privacidad por defecto al exigir que los fondos sean blindados antes de que puedan ser gastados. En julio de 2025, aproximadamente 20 millones de las monedas existentes están blindadas.
Las transacciones pueden ser "transparentes" y similares a las transacciones de bitcoin, en cuyo caso están controladas por un t-addr, o pueden ser un tipo de prueba de conocimiento cero llamada zk-SNARK; de ser así, luego se dice que las transacciones están "blindadas" y están controladas por un z-addr. Las monedas Zcash están en una piscina transparente o en una piscina protegida; antes de diciembre de 2017, solo alrededor del 4% de las monedas de Zcash estaban en el grupo blindado y en ese momento la mayoría de los programas de billetera no admitían z-addrs y ningún monedero basado en la web los respaldaba.
Zcash ofrece a los agentes privados la opción de "divulgación selectiva", lo que permite que un usuario demuestre el pago para fines de auditoría. Una de esas razones es permitir a los agentes privados la opción de cumplir con las regulaciones antilavado de dinero o fiscales. "Las transacciones son auditables pero la divulgación está bajo el control del participante".  Wilcox ha organizado reuniones virtuales con agencias de aplicación de la ley en los EE. UU. para explicar estos fundamentos y ha ido en el registro de decir que "no desarrollaron la moneda para facilitar la actividad ilegal".
El 30 de marzo de 2021, la ECC publicó el "Informe de transparencia de la ECC para el tercer trimestre de 2020". En este informe, la ECC informa que "ahora es una entidad de propiedad total de 501(c)3 Bootstrap".

## Uso
Zcash se utiliza como una criptomoneda enfocada en la privacidad que permite a los usuarios enviar transacciones blindadas (privadas) o transparentes (públicas). Las transacciones blindadas utilizan pruebas de conocimiento cero para mantener confidenciales el remitente, destinatario y montos de las transacciones. En julio de 2025, aproximadamente el 20% del suministro total de monedas ZEC se mantiene en direcciones blindadas.
Zashi, una cartera moderna desarrollada por Electric Coin Company, es actualmente considerada una de las carteras más fáciles de usar que ofrece privacidad por defecto. Obliga el blindaje de fondos antes de gastar y simplifica las transacciones blindadas para usuarios en todas las plataformas.
Zcash emplea un mecanismo de consenso de Prueba de Trabajo similar a Bitcoin. Las recompensas por bloque se dividen entre mineros y el fondo de desarrollo de Zcash: el 80% de las recompensas van a los mineros, mientras que el 20% se asigna para sostener el desarrollo de Zcash. Una futura actualización propuesta redirigirá dos tercios del fondo de desarrollo a los tenedores de monedas ZEC, permitiéndoles votar sobre cómo se distribuyen los fondos—introduciendo un mecanismo de gobernanza más descentralizado.

## Esfuerzos de escalabilidad
Zcash ha evolucionado a través de tres principales conjuntos blindados, cada uno más privado y escalable que el anterior.

### Sprout (2016): El Prototipo
- Primera cadena de privacidad usando zk-SNARKs.
- Requería una "ceremonia de configuración confiable", que famosamente involucró a Edward Snowden.
- Pesado: Necesitaba 3GB de RAM por transacción. No era amigable para dispositivos móviles.
- Si la configuración fuera comprometida, monedas infinitas podrían haber sido acuñadas sin detección.

Hoy: en proceso de depreciación. Carteras como Zashi migran automáticamente a los usuarios lejos de él y hacia la opción más privada y segura.

### Sapling (2018): Usabilidad Real
- 100x más eficiente: finalmente utilizable en teléfonos.
- Introdujo claves de visualización, direcciones diversificadas y soporte para cliente ligero.
- Configuración confiable aún necesaria, pero esta vez con cientos de participantes en una ceremonia de dos fases (Powers of Tau[12]). Más descentralizada, pero aún un ancla de confianza.

Sapling aún es compatible, pero está siendo descontinuado. La nueva UX dirige a los usuarios lejos de él.

### Orchard (2022): Sin Confianza Necesaria
- Construido en Halo 2: un sistema ZK recursivo, libre de configuración confiable.
- Sin ceremonias. Sin suposiciones. Sin anclas de confianza.
- Soporta lotes, ZK rollups y sincronización eficiente en dispositivos móviles.

Orchard es el estándar en las carteras Zcash modernas hoy.

## Actualización de red
La primera actualización de la red de Zcash se realizó a través de un hard fork en el bloque número 347500, que ocurrió el 25 de junio de 2018. Se introdujo una nueva característica que permitió a los usuarios establecer tiempos de caducidad para las transacciones. Se implementaron cinco propuestas de mejora de Zcash, a saber, 143, 200, 201, 203. Esta actualización también mejoró la verificación de firmas que ayudó a mejorar la velocidad de transacción.
Desde entonces, la red Zcash ha pasado por varias actualizaciones significativas, incluyendo la implementación del protocolo Sapling en 2018 y posteriormente el protocolo Orchard en 2022. En 2025, la red continúa evolucionando con mejoras continuas en privacidad, escalabilidad y usabilidad, con carteras modernas como Zashi ofreciendo privacidad por defecto y aproximadamente el 20% del suministro total de ZEC mantenido en direcciones blindadas.

## Controversia
Peter Todd, uno de los seis participantes de la ceremonia de configuración de confianza Zcash de 2016, expresó sus dudas sobre la integridad del software utilizado en la ceremonia afirmando que el proceso no debería llamarse computación multipartita. El exploit malicioso en la configuración de confianza permitiría al atacante el poder de falsificar un número ilimitado de las monedas zcash, según Todd.